# Wang Qiang (futbolista)
Wang Qiang (en chino tradicional, 汪強; en chino simplificado, 汪强; pinyin, Wāng Qiáng, Dalian, China, 23 de julio de 1984) es un exfutbolista de China que jugaba en la posición de defensa.

## Carrera

### Club
| Periodo   | Club            | Apariciones | Goles |
| --------- | --------------- | ----------- | ----- |
| 2003-2010 | Changsha Ginde  | 151         | 7     |
| 2011-2015 | Shandong Luneng | 61          | 3     |
| 2016–2018 | Beijing Renhe   | 45          | 2     |

### Selección nacional
Debutó con China el 18 de julio de 2009 en la victoria por 3-1 ante Palestina en un partido amistoso. Jugó para China en 14 ocasiones hasta 2011, ganó el Campeonato de Fútbol de Asia Oriental de 2010 y participó en la Copa Asiática 2011.

## Logros

### Club
- Chinese FA Cup: 2014[1]
- Chinese FA Super Cup: 2015

### Selección nacional
- East Asian Football Championship: 2010